# Khairabad (Mau)
Khairabad è una suddivisione dell'India, classificata come census town, di 12.056 abitanti, situata nel distretto di Mau, nello stato federato dell'Uttar Pradesh. 